# Biserica de lemn din Gălpâia

Biserica de lemn din Gălpâia, înainte de a fi mutată la Ciucea

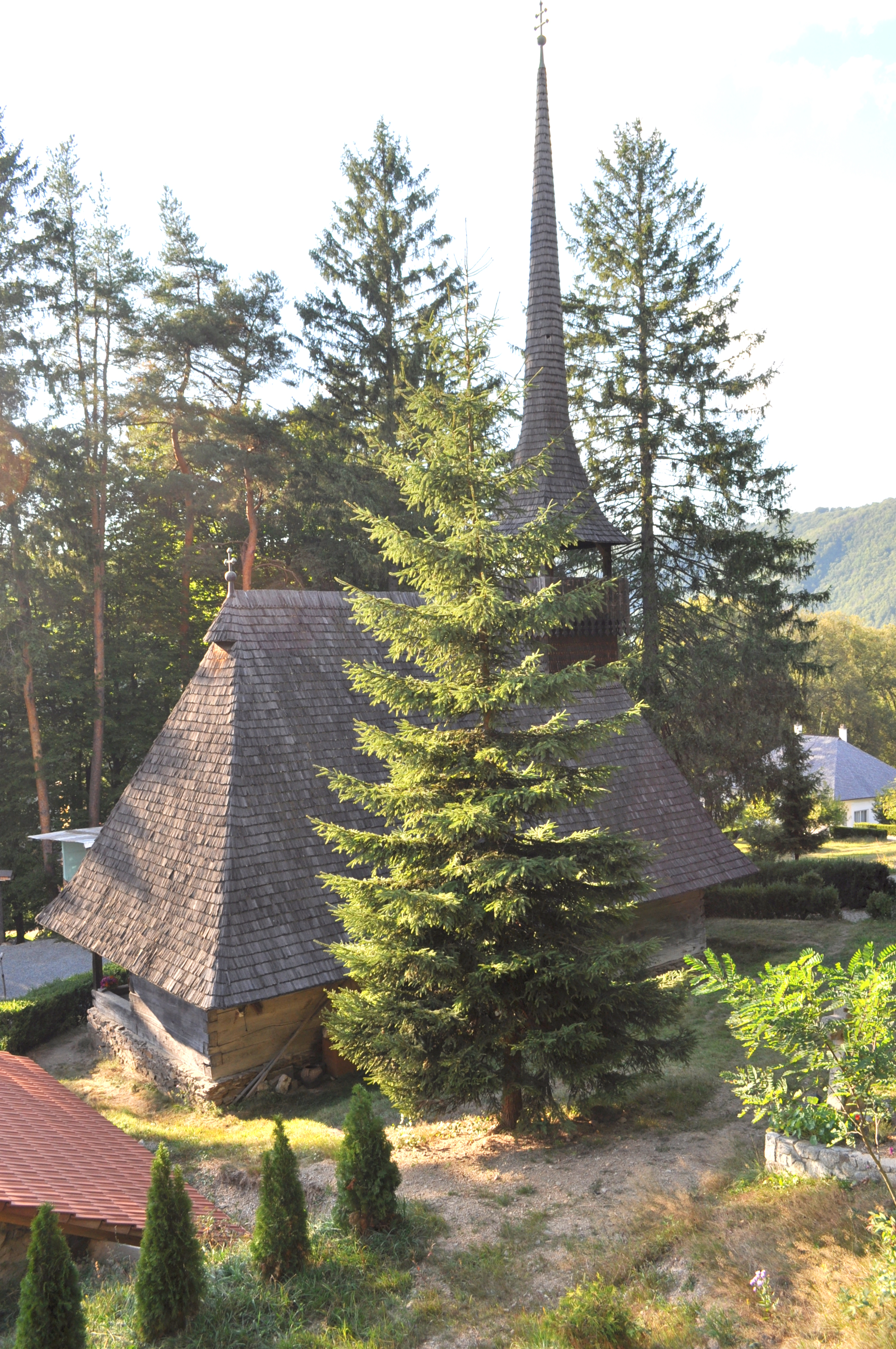
Biserica (foto: septembrie 2011)

Biserica de lemn din Gălpâia se află în incinta conacului Octavian Goga din Ciucea din județul Cluj unde a fost strămutată și salvată în 1939, pentru a servi unei mănăstiri de măicuțe. Biserica a fost ridicată cel mai devreme în veacul al 18-lea în satul Gălpâia din județul Sălaj. Biserica se află pe noua listă a monumentelor istorice sub codul LMI: CJ-II-m-A-07568.02.

## Istoric
Tradiția susține datarea bisericii de lemn din Gălpâia din anul 1597. Din punct de vedere formal, construcția se apropie de bisericile de lemn din Sălaj din secolul 18. Inscripția de pe peretele exterior al navei din 1768 datează sau cel puțin antedatează biserica. 
Pictatura murală realizată de Ioan Pop din Unguraș (în prezent Românași) s-a distrus în cea mai mare parte.
Biserica a fost adusă de Veturia Goga, soția poetului Octavian Goga, în Conacul Octavian Goga din Ciucea în anul 1939 și refăcută în anul următor pentru o comunitate de maici.

## Imagini din exterior

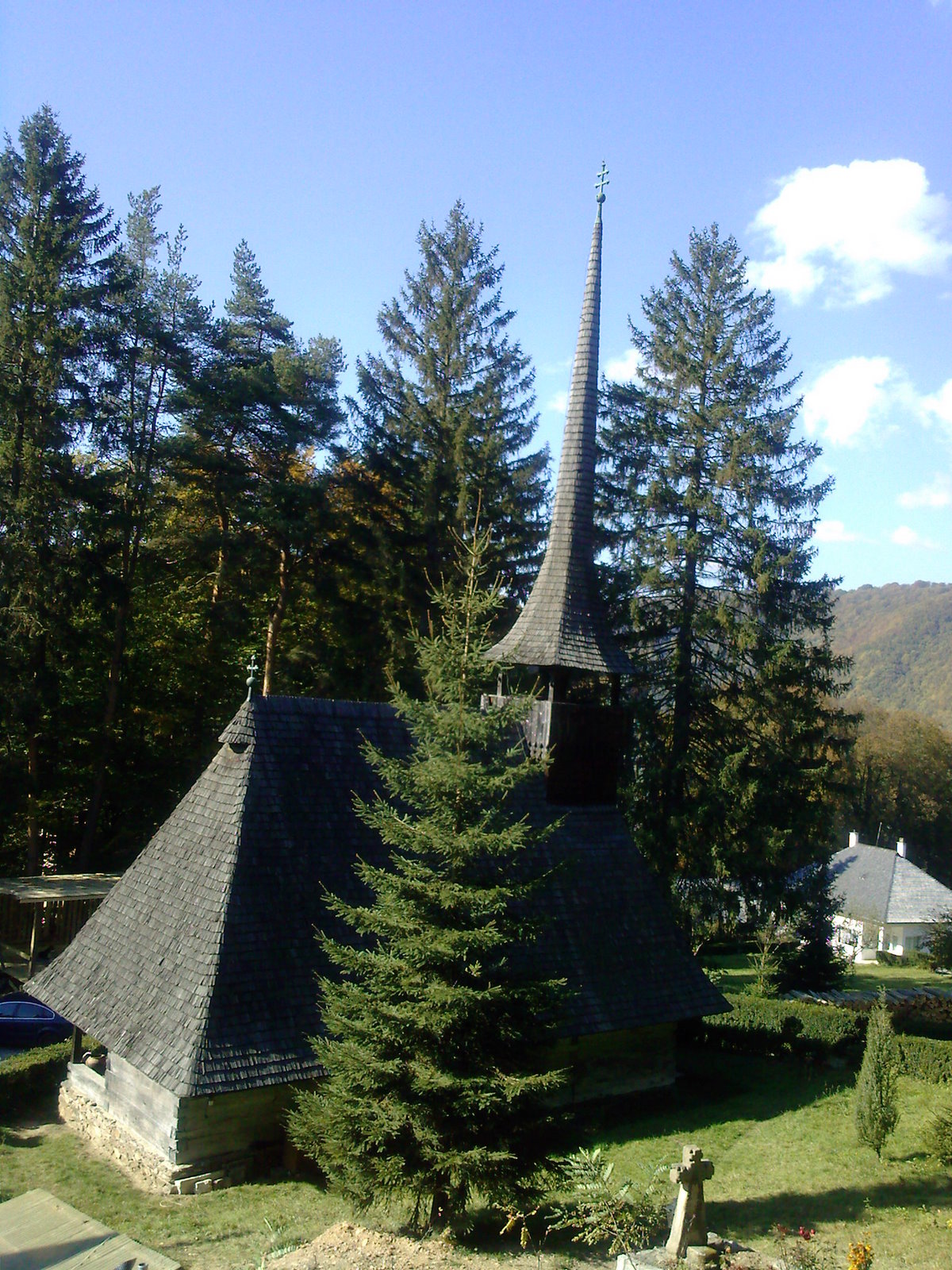
Biserica de lemn din Gălpâia (astăzi la Conacul Octavian Goga din Ciucea)
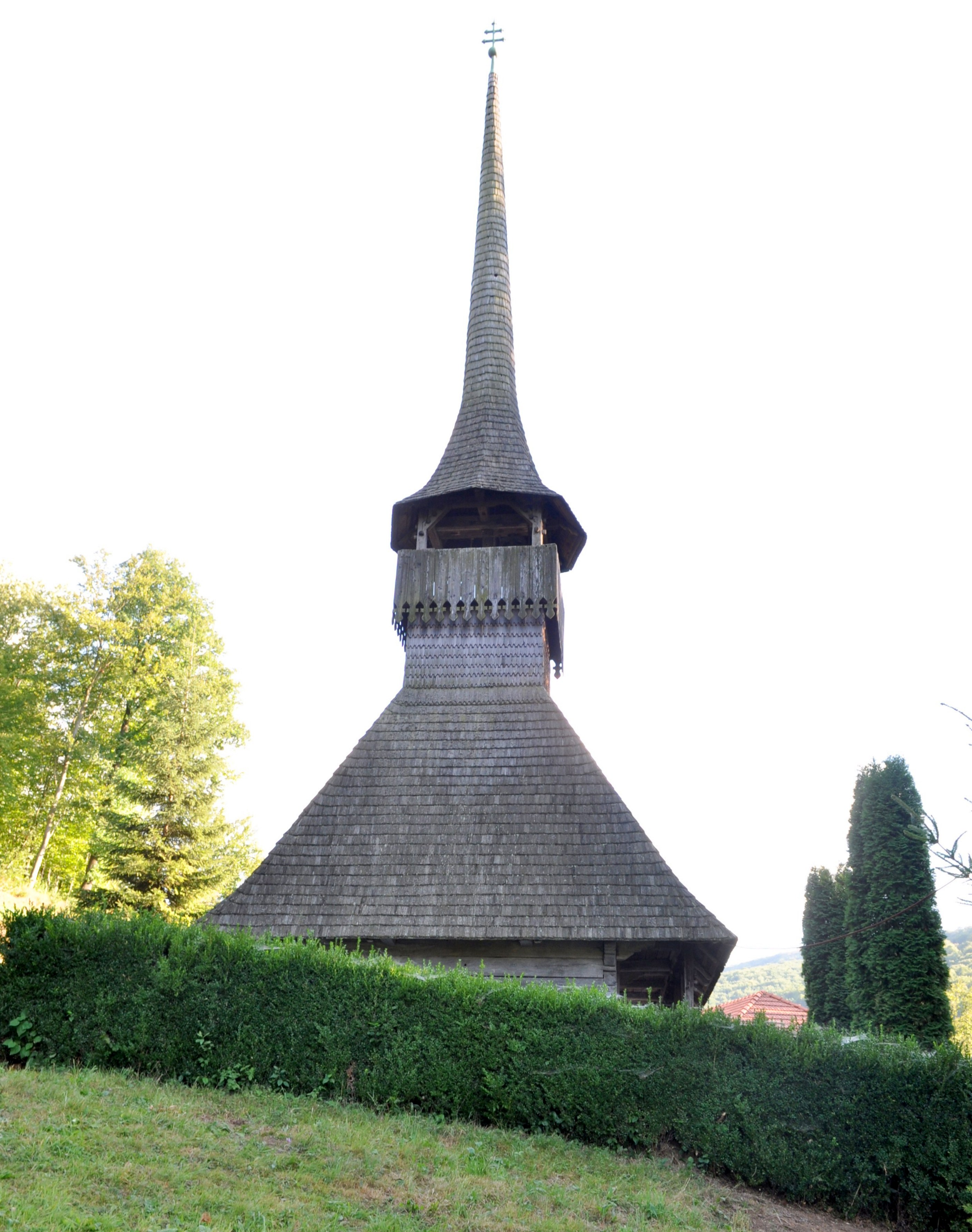
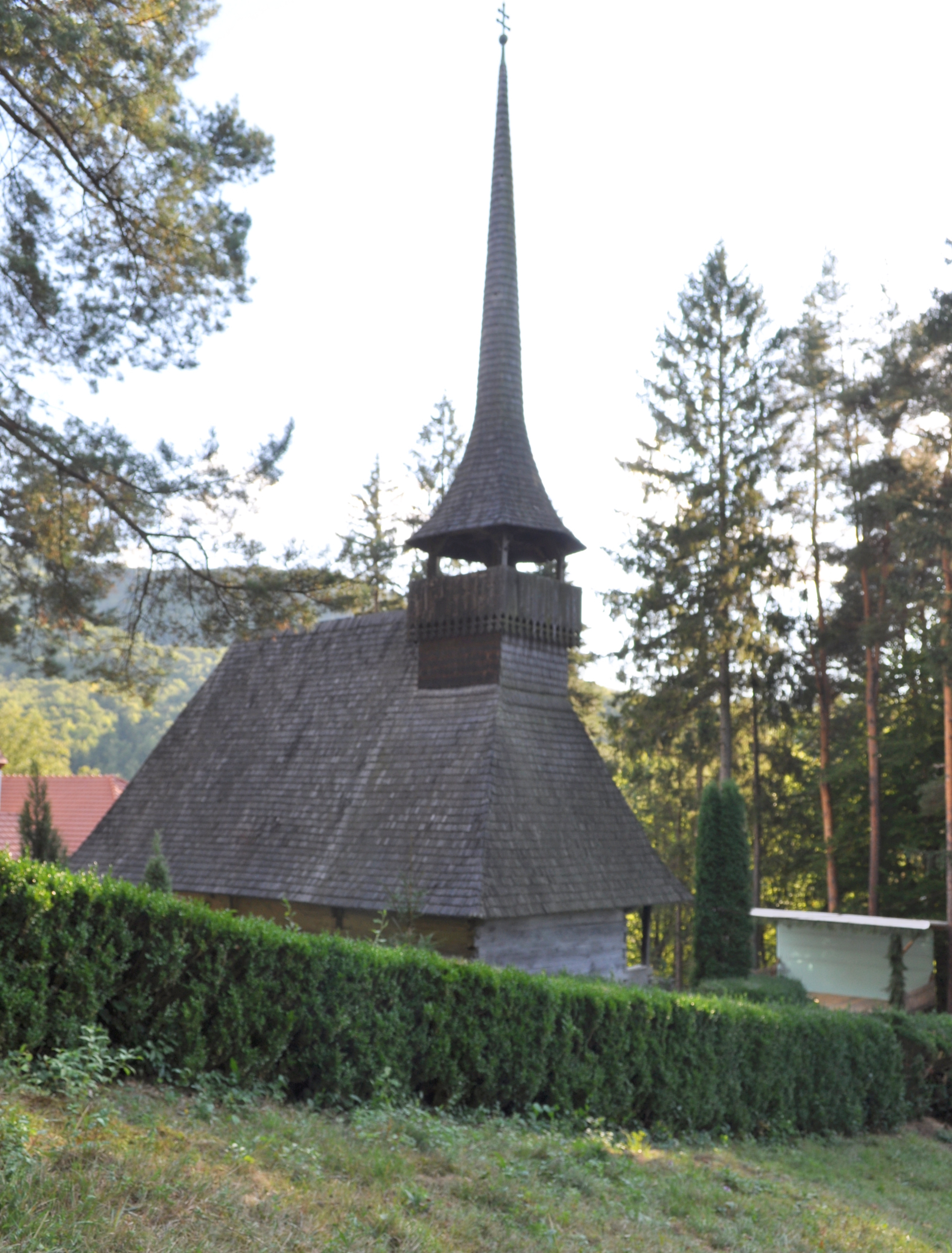

## Imagini din interior

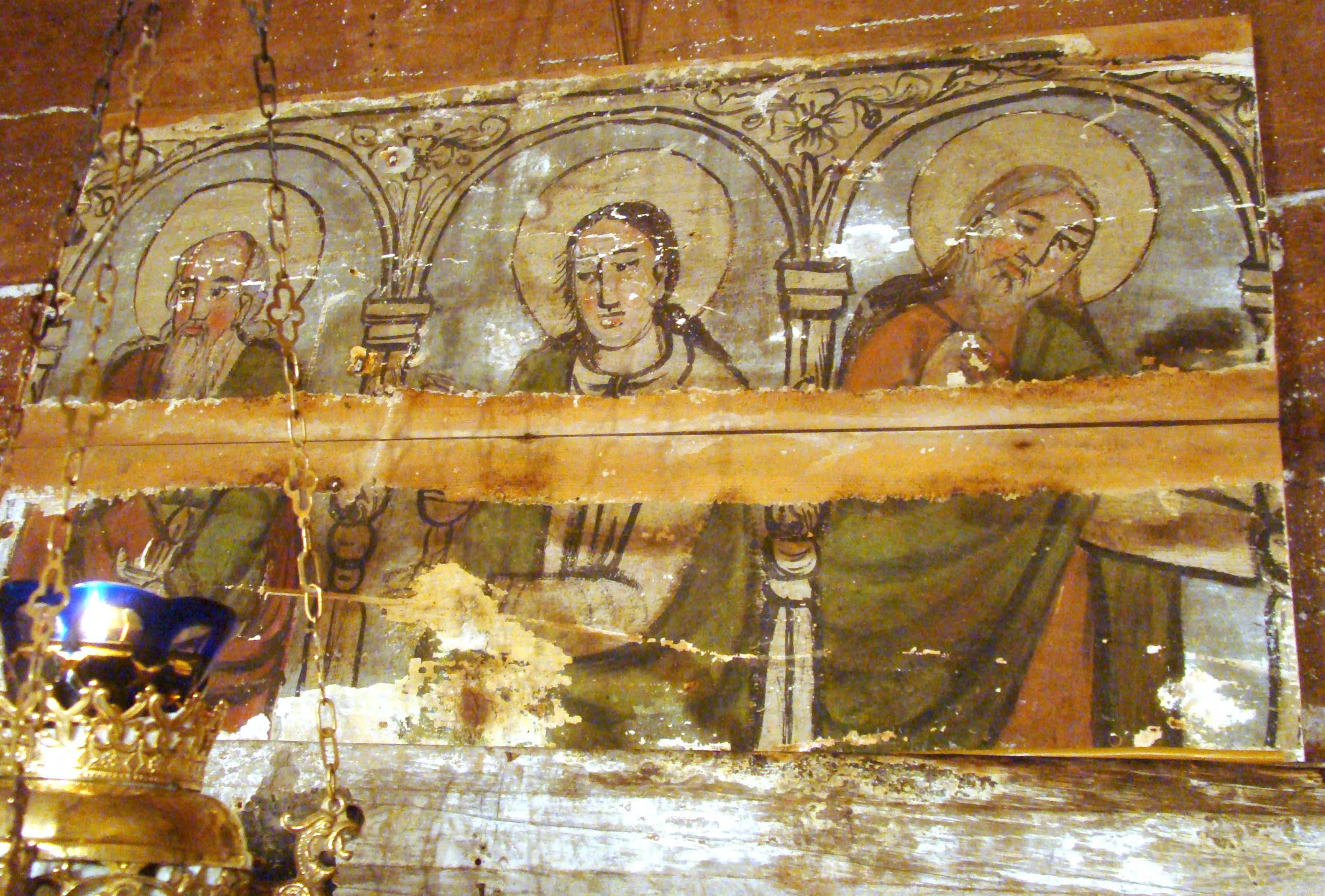
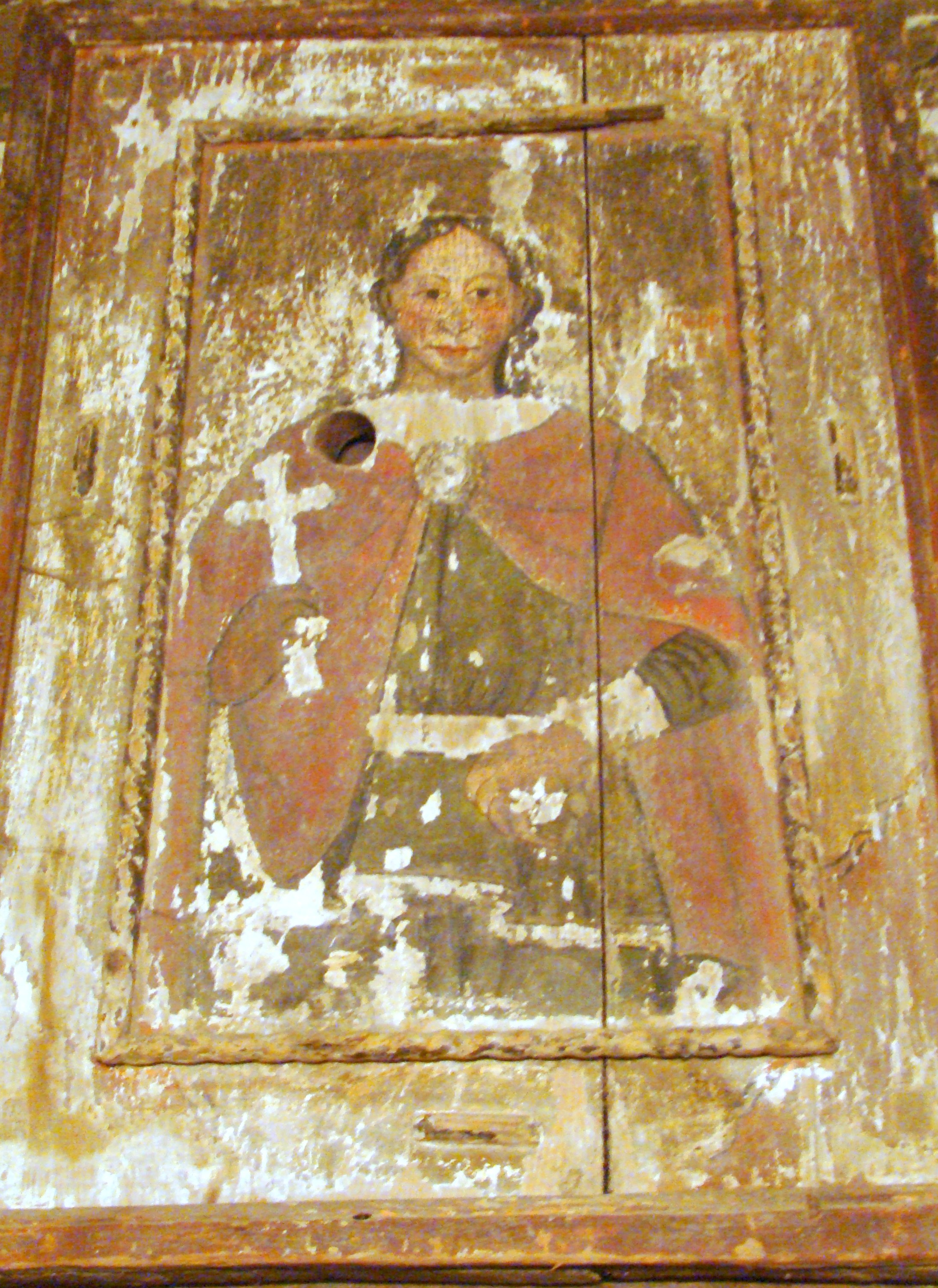
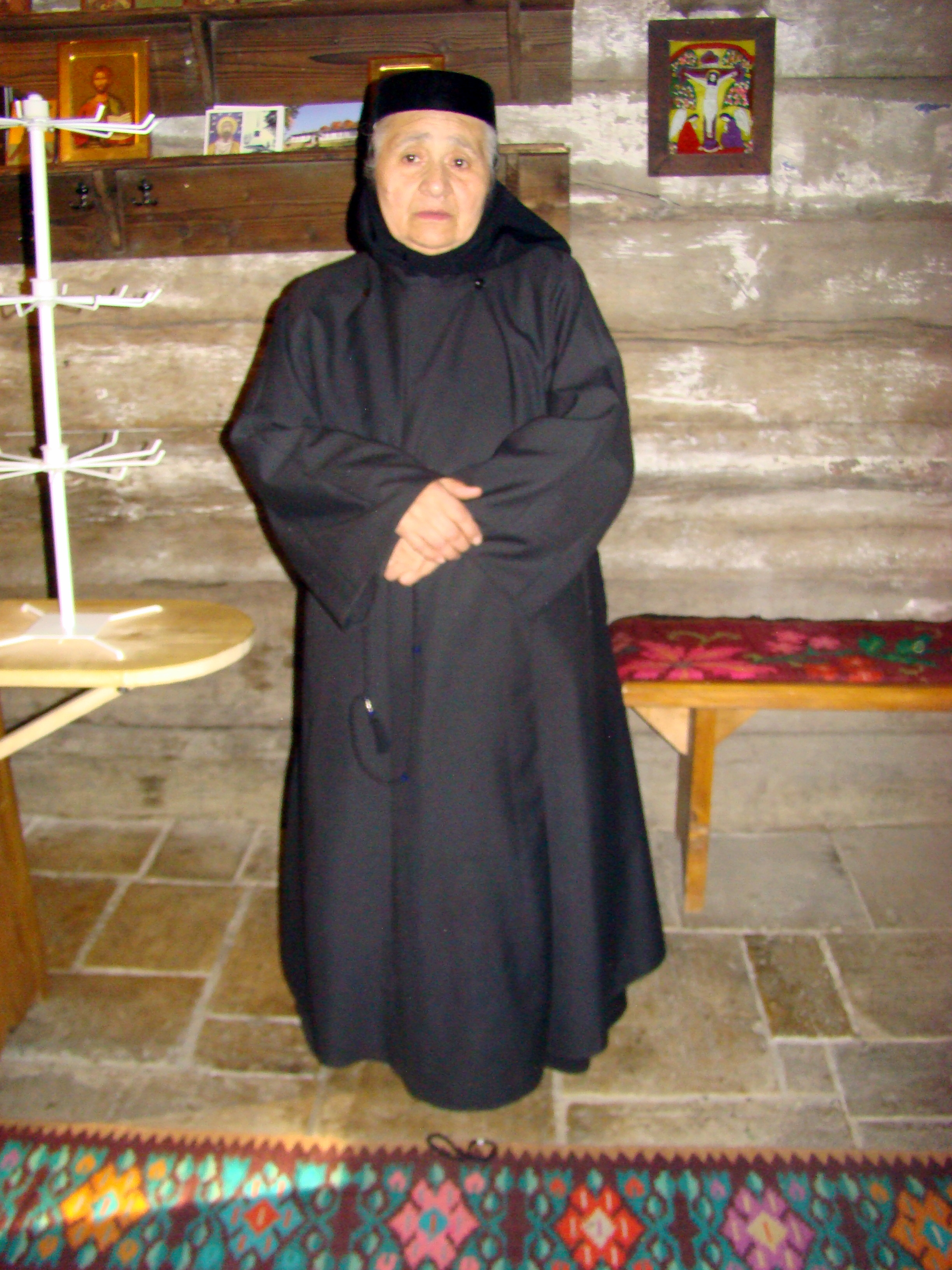
Maica Stareță de la Mănăstirea „Naşterea Maicii Domnului” Ciucea